# Polycyrtus furvus
Polycyrtus furvus är en stekelart som först beskrevs av Cresson 1874.  Polycyrtus furvus ingår i släktet Polycyrtus och familjen brokparasitsteklar. Inga underarter finns listade i Catalogue of Life.